# 2016年リオデジャネイロオリンピックの中国選手団
2016年リオデジャネイロオリンピックの中国選手団（2016ねんリオデジャネイロオリンピックのちゅうごくせんしゅだん）は、2016年8月5日から8月21日にかけてブラジルのリオデジャネイロで開催された2016年リオデジャネイロオリンピックの中国選手団、およびその競技結果。

## 選手団
- 人員: 309人
- 開会式旗手: 雷声

## メダル獲得者
| メダル | 選手名                                                                                               | 競技                       | 種目                         | 日付    |
| ------ | --- | -------------------------- | ---------------------------- | ------- |
| 金     | 龍清泉                                                                                               | ウエイトリフティング       | 男子56kg級                   | 8月8日  |
| 金     | 石智勇                                                                                               | ウエイトリフティング       | 男子69kg級                   | 8月10日 |
| 金     | 鄧薇                                                                                                 | ウエイトリフティング       | 女子63kg級                   | 8月10日 |
| 金     | 向艶梅                                                                                               | ウエイトリフティング       | 女子69kg級                   | 8月11日 |
| 金     | 孟蘇平                                                                                               | ウエイトリフティング       | 女子75kg超級                 | 8月15日 |
| 金     | 趙帥                                                                                                 | テコンドー                 | 男子58kg級                   | 8月18日 |
| 金     | 鄭姝音                                                                                               | テコンドー                 | 女子67kg超級                 | 8月21日 |
| 金     | 諶龍                                                                                                 | バドミントン               | 男子シングルス               | 8月20日 |
| 金     | 傅海峰 張楠                                                                                          | バドミントン               | 男子ダブルス                 | 8月19日 |
| 金     | バレーボール女子中国代表 丁霞 龔翔宇 恵若琪 林莉 劉暁彤 魏秋月 徐雲麗 顔妮 楊方旭 袁心玥 張常寧 朱婷 | バレーボール               | 女子                         | 8月20日 |
| 金     | 馬龍                                                                                                 | 卓球                       | 男子シングルス               | 8月12日 |
| 金     | 馬龍 張継科 許昕                                                                                     | 卓球                       | 男子ダブルス                 | 8月18日 |
| 金     | 丁寧                                                                                                 | 卓球                       | 女子シングルス               | 8月17日 |
| 金     | 丁寧 李暁霞 劉詩雯                                                                                   | 卓球                       | 女子ダブルス                 | 8月17日 |
| 金     | 張夢雪                                                                                               | 射撃                       | 女子エアピストル             | 8月7日  |
| 金     | 孫楊                                                                                                 | 競泳                       | 男子200m自由形               | 8月9日  |
| 金     | 宮金傑 鍾天使                                                                                        | 自転車                     | 女子チームスプリント         | 8月13日 |
| 金     | 王鎮                                                                                                 | 陸上                       | 男子20㎞競歩                 | 8月13日 |
| 金     | 劉虹                                                                                                 | 陸上                       | 女子20㎞競歩                 | 8月20日 |
| 金     | 曹縁                                                                                                 | 飛込                       | 男子板飛込                   | 8月17日 |
| 金     | 陳艾森                                                                                               | 飛込                       | 男子高飛込                   | 8月21日 |
| 金     | 林躍 陳艾森                                                                                          | 飛込                       | 男子シンクロ高飛込           | 8月9日  |
| 金     | 施廷懋                                                                                               | 飛込                       | 女子板飛込                   | 8月15日 |
| 金     | 施廷懋 呉敏霞                                                                                        | 飛込                       | 女子シンクロ板飛込           | 8月8日  |
| 金     | 任茜                                                                                                 | 飛込                       | 女子高飛込                   | 8月19日 |
| 金     | 劉蕙瑕 陳若琳                                                                                        | 飛込                       | 女子シンクロ高飛込           | 8月10日 |
| 銀     | 呂小軍                                                                                               | ウエイトリフティング       | 男子77kg級                   | 8月11日 |
| 銀     | 田濤                                                                                                 | ウエイトリフティング       | 男子85kg級                   | 8月13日 |
| 銀     | 黄雪辰 孫文雁                                                                                        | シンクロナイズドスイミング | デュエット                   | 8月14日 |
| 銀     | シンクロナイズドスイミング中国代表 顧笑 咼俐 李暁璐 梁馨枰 孫文雁 湯夢妮 尹成昕 曽珍 黄雪辰          | シンクロナイズドスイミング | チーム                       | 8月20日 |
| 銀     | 陳佩娜                                                                                               | セーリング                 | 女子RSX級                    | 8月15日 |
| 銀     | 董棟                                                                                                 | トランポリン               | 男子                         | 8月14日 |
| 銀     | 孫玉潔 許安琪 孫一文 郝佳露                                                                          | フェンシング               | 女子エペ団体                 | 8月12日 |
| 銀     | 尹軍花                                                                                               | ボクシング                 | 女子ライト級                 | 8月20日 |
| 銀     | 張継科                                                                                               | 卓球                       | 男子シングルス               | 8月12日 |
| 銀     | 李暁霞                                                                                               | 卓球                       | 女子シングルス               | 8月17日 |
| 銀     | 杜麗                                                                                                 | 射撃                       | 女子エアライフル             | 8月6日  |
| 銀     | 張彬彬                                                                                               | 射撃                       | 女子ライフル3姿勢            | 8月12日 |
| 銀     | 孫楊                                                                                                 | 競泳                       | 男子400m自由形               | 8月7日  |
| 銀     | 徐嘉余                                                                                               | 競泳                       | 男子100m背泳ぎ               | 8月9日  |
| 銀     | 蔡沢林                                                                                               | 競泳                       | 男子20㎞競歩                 | 8月13日 |
| 銀     | 張文秀                                                                                               | 競泳                       | 女子ハンマー投げ             | 8月15日 |
| 銀     | 何姿                                                                                                 | 飛込                       | 女子板飛込                   | 8月15日 |
| 銀     | 司雅傑                                                                                               | 飛込                       | 女子高飛込                   | 8月19日 |
| 銅     | 馮珊珊                                                                                               | ゴルフ                     | 女子                         | 8月20日 |
| 銅     | 高磊                                                                                                 | トランポリン               | 男子                         | 8月14日 |
| 銅     | 李丹                                                                                                 | トランポリン               | 女子                         | 8月13日 |
| 銅     | 張楠 趙芸蕾                                                                                          | バドミントン               | ミックスダブルス             | 8月17日 |
| 銅     | 孫一文                                                                                               | フェンシング               | 女子エペ個人                 | 8月7日  |
| 銅     | 段静莉                                                                                               | ボート                     | 女子シングルスカル           | 8月13日 |
| 銅     | 黄文儀 潘飛鴻                                                                                        | ボート                     | 女子軽量級ダブルスカル       | 8月12日 |
| 銅     | 胡建関                                                                                               | ボクシング                 | 男子フライ級                 | 8月19日 |
| 銅     | 任燦燦                                                                                               | ボクシング                 | 女子フライ級                 | 8月19日 |
| 銅     | 李倩                                                                                                 | ボクシング                 | 女子ミドル級                 | 8月20日 |
| 銅     | 孫亜楠                                                                                               | レスリング                 | 女子48kg級                   | 8月18日 |
| 銅     | 張鳳柳                                                                                               | レスリング                 | 女子75kg級                   | 8月19日 |
| 銅     | 体操男子団体中国代表 鄧書弟 林超攀 劉洋 尤浩 張成龍                                                  | 体操                       | 男子団体                     | 8月9日  |
| 銅     | 体操女子団体中国代表 范憶琳 毛芸 商春松 譚佳薪 王姸                                                  | 体操                       | 女子団体                     | 8月10日 |
| 銅     | 李越宏                                                                                               | 射撃                       | 男子ラピッドファイアピストル | 8月14日 |
| 銅     | 龐偉                                                                                                 | 射撃                       | 男子エアピストル             | 8月7日  |
| 銅     | 易思玲                                                                                               | 射撃                       | 女子エアライフル             | 8月6日  |
| 銅     | 杜麗                                                                                                 | 射撃                       | 女子ライフル3姿勢            | 8月12日 |
| 銅     | 程訓釗                                                                                               | 柔道                       | 男子90kg級                   | 8月11日 |
| 銅     | 于頌                                                                                                 | 柔道                       | 女子78kg超級                 | 8月13日 |
| 銅     | 汪順                                                                                                 | 競泳                       | 男子200m個人メドレー         | 8月12日 |
| 銅     | 史婧琳                                                                                               | 競泳                       | 女子200m平泳ぎ               | 8月12日 |
| 銅     | 董斌                                                                                                 | 陸上                       | 男子三段跳び                 | 8月16日 |
| 銅     | 董斌                                                                                                 | 陸上                       | 男子三段跳び                 | 8月16日 |
| 銅     | 呂秀芝                                                                                               | 陸上                       | 女子20㎞競歩                 | 8月20日 |
| 銅     | 曹縁 秦凱                                                                                            | 飛込                       | 男子シンクロ板飛込           | 8月11日 |

## 種目別選手・スタッフ名簿及び成績

### アーチェリー
- 王大鵬
  - （男子個人）1回戦敗退
  - （男子団体）準決勝敗退
- 邢宇
  - （男子個人）1回戦敗退
  - （男子団体）準決勝敗退
- 顧雪宋
  - （男子個人）1回戦敗退
  - （男子団体）準決勝敗退
- 呉佳欣
  - （女子個人）準々決勝敗退
  - （女子団体）準々決勝敗退
- 斉玉紅
  - （女子個人）3回戦敗退
  - （女子団体）準々決勝敗退
- 曹慧
  - （女子個人）3回戦敗退
  - （女子団体）準々決勝敗退

### ウエイトリフティング
- 龍清泉（男子56kg級） 金メダル
- 諶利軍（男子62kg級）失格
- 石智勇（男子69kg級） 金メダル
- 呂小軍（男子77kg級） 銀メダル
- 田濤（男子85kg級） 銀メダル
- 楊哲（男子105kg級）4位
- 黎雅君（女子53kg級）
- 鄧薇（女子63kg級） 金メダル
- 向艶梅（女子69kg級） 金メダル
- 孟蘇平（女子75kg超級） 金メダル

### カヌー
- 王日煒
- 李強（スプリント男子カナディアンシングル200ｍ）7位
- 舒建明（スラローム男子カナディアンシングル）準決勝敗退
- 譚亜（スラローム男子カヤックシングル）予選敗退
- 任文君
  - （スプリント女子カヤックペア）14位
  - （スプリント女子カヤックフォア）11位
- 馬青
  - （スプリント女子カヤックペア）14位
  - （スプリント女子カヤックフォア）11位
- 劉海萍（スプリント女子カヤックフォア）11位
- 周玉
  - （スプリント女子カヤックシングル200ｍ）11位
  - （スプリント女子カヤックシングル500ｍ）6位
- 李悦（スプリント女子カヤックフォア）11位
- 李露（スラローム女子カヤックシングル）準決勝敗退

### 水泳

#### 競泳

##### 男子
- 劉兆塵
- 何健彬（400ｍリレー）失格
- 余賀新
  - （50ｍ自由形）予選敗退
  - （100ｍ自由形）予選敗退
  - （400ｍリレー）失格
- 呉宇航（200ｍバタフライ）予選敗退
- 商科元（200ｍ自由形）予選敗退
- 孫楊
  - （200ｍ自由形） 金メダル
  - （400ｍ自由形） 銀メダル
  - （1500ｍ自由形）予選敗退
- 寧沢濤
  - （50m自由形）予選敗退
  - （100ｍ自由形）準決勝敗退
  - （400ｍメドレーリレー）失格
- 張麒斌（100ｍバタフライ）予選敗退
- 徐嘉余
  - （100m背泳ぎ） 銀メダル
  - （200ｍ背泳ぎ）4位
  - （400ｍメドレーリレー）失格
- 李広源
  - （100m背泳ぎ）予選敗退
  - （200ｍ背泳ぎ）6位
- 李朱濠
  - （100mバタフライ）5位
  - （200ｍバタフライ）準決勝敗退
  - （400ｍメドレーリレー）失格
- 李響
  - （100m平泳ぎ）準決勝敗退
  - （200ｍ平泳ぎ）準決勝敗退
  - （400ｍメドレーリレー）失格
- 林永慶（400ｍリレー）失格
- 毛飛廉（200ｍ平泳ぎ）準決勝敗退
- 汪順
  - （200m個人メドレー） 銅メダル
  - （400ｍ個人メドレー）予選敗退
- 祖立軍（オープンウォータースイミング）4位
- 胡逸軒（200ｍ個人メドレー）予選敗退
- 邱子傲
  - （400ｍ自由形）予選敗退
  - （1500ｍ自由形）予選敗退
- 閆子貝（100ｍ平泳ぎ）予選敗退